# Another Happy Day
Pour plus de détails, voir Fiche technique et Distribution.
Another Happy Day est un film indépendant américain réalisé par Sam Levinson (fils de Barry Levinson) et sorti en 2011. C'est une comédie dramatique. Il a été présenté lors de la 27e édition du Festival de Sundance.

## Synopsis
Lynn part avec deux de ses fils dans la maison de sa mère, où doit avoir lieu le mariage de son fils ainé issu d'un premier mariage. Elle est en mauvais termes avec son ex-mari : celui-ci est parti avec leur fils pour épouser une autre femme tandis qu'il lui laissait le soin de s'occuper de leur fille qu'il a toujours négligée.
Les membres de la famille ont des relations difficiles et ont beaucoup de problèmes : les deux plus jeunes fils de Lynn, issus de son second mariage, sont drogués pour l'un et légèrement autiste pour l'autre, quant à Alice, leur demi-sœur, elle s'est mutilée pendant des années.
Au cours du mariage, cette famille déchirée voit tous ses conflits éclater au grand jour.

## Fiche technique
- Titre original et français : Another Happy Day
- Réalisation et scénario : Sam Levinson
- Direction artistique :
- Décors : Michael Grasley
- Costumes : Stacey Battat
- Photographie : Ivan Strasburg
- Montage : Ray Hubley
- Musique : Ólafur Arnalds
- Casting : Cindy Tolan
- Production : Celine Rattray, Todd Traina, Johnny Lin, Michael Nardelli
- Sociétés de production : Cineric, Filmula, Mandalay Vision, Michigan Production Studios, Prop Blast Films et Taggart Productions
- Sociétés de distribution :
 États-Unis : Phase 4 Films et Constellation
 France : Memento Films
 Suisse : Praesens-Film
- Pays d'origine :  États-Unis
- Langue originale : anglais
- Format : couleur - 2,35 : 1 - son Dolby Digital
- Genre : comédie noire
- Durée : 119 minutes
- Dates de sortie :
 États-Unis : 23 janvier 2011 (27e édition du Festival de Sundance), 18 mars 2011 (Festival du film de Southwest), 23 septembre 2011 (Festival du film de Woodstock), 12 octobre 2011 (Festival du film de Mill Valley), 18 novembre 2011 (New York et Los Angeles)
 France : 4 septembre 2011 (Festival du film américain de Deauville), 1er février 2012 (sortie nationale)

## Distribution

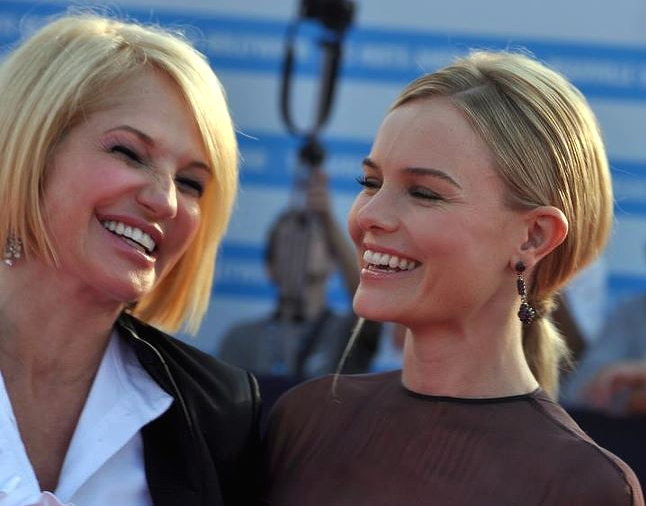
Les actrices Ellen Barkin et Kate Bosworth au Festival du Cinéma Américain de Deauville 2011.

- Ellen Barkin : Lynn Hellman (mère de Dylan, Alice, Elliot et Ben ; ancienne femme de Paul ; femme de Lee)
- Kate Bosworth : Alice Hellman (fille anorexique et automutilatrice de Lynn et Paul)
- Ellen Burstyn : Doris (mère de Lynn, Bonnie et Donna)
- Thomas Haden Church : Paul (père de Dylan et Alice ; ancien mari de Lynn ; mari de Patty avec qui il a eu deux filles)
- George Kennedy : Joe (père de Lynn, Bonnie et Donna)
- Ezra Miller (VFB : Maxime Donnay) : Elliot Hellman (fils alcoolique et drogué de Lynn et Lee)
- Demi Moore : Patty (femme de Paul ; belle-mère de Dylan et Alice)
- Siobhan Fallon Hogan : Bonnie (sœur de Lynn et Donna)
- Michael Nardelli : Dylan (fils de Lynn et Paul ; mari d'Heather)
- Daniel Yelsky (VF : Gabriel Bismuth-Bienaimé) : Ben Hellman (fils de Lynn et Lee)
- Eamon O'Rourke : Brandon (cousin de Dylan, Alice, Elliot et Ben)
- Jeffrey DeMunn : Lee (père d'Elliot et Ben ; mari de Lynn ; beau-père de Dylan et Alice)
- Diana Scarwid : Donna (sœur de Lynn et Bonnie)
- Laura Coover : Heather (fiancée et puis femme de Dylan)
- Lola Kirke : Charlie (fille de Patty et Paul ; demi-sœur de Dylan et Alice)